# Stefanit
Stefanit, Ag5SbS4, är ett mineral, som innehåller 68,5 % silver och på sina ställen utgör en viktig silvermalm.

## Egenskaper
Mineralet kristalliserar rombiskt, har svart till gråsvart färg med metallglans.

## Förekomst
Stefanit förekommer tillsammans med andra silvermalmer bl.a. i Erzgebirge i Tyskland och vid Kongsberg i Norge. Andra kända förekomster finns i Cornwall, Nevada och Chile.

## Användning
Stefanit används i viss utsträckning för utvinning av silver. 